# Windsor (Califórnia)
Windsor é uma vila localizada no estado americano da Califórnia, no condado de Sonoma. Foi incorporada em 1 de julho de 1992.

## Geografia
De acordo com o United States Census Bureau, a cidade tem uma área de 18,9 km², onde 18,8 km² estão cobertos por terra e 0,1 km² por água.

### Localidades na vizinhança
O diagrama seguinte representa as localidades num raio de 16 km ao redor de Windsor.

## Demografia
Segundo o censo nacional de 2010, a sua população é de 26 801 habitantes e sua densidade populacional é de 1 423,37 hab/km². Possui 9 549 residências, que resulta em uma densidade de 507,14 residências/km².